# Milano Coffee
Milano coffee là chuỗi cà phê nhượng quyền tại Việt Nam, do ông Lê Minh Cường thành lập từ năm 2011. Hiện có hơn 1900 cửa hàng tại 52 tỉnh thành cả nước. Theo Tạp chí điện tử Kinh Doanh, đây được xem là "chuỗi nhượng quyền cà phê lớn nhất Việt Nam hiện nay".

## Lịch sử
Năm 1996, ông Lê Minh Cường bắt đầu vào thị trường cà phê vào năm 1996, với ngành nghề chủ yếu là đứng rang xay cà phê.
Năm 2011, thành lập Công ty TNHH Cà phê Lê Phan, bắt đầu nhượng quyền thương hiệu với cửa hàng đầu tiên tại quận Gò Vấp, Thành phố Hồ Chí Minh.
Năm 2013, có hơn 200 cửa hàng nhượng quyền.
Năm 2017, thành lập Công ty Cổ phần Cà phê Milano Việt Nam, cán mốc hơn 1.000 cửa hàng.
Năm 2020, mở thêm 179 điểm bán mới, triển khai thêm 20 thức uống mới.
Ngày 30 tháng 12 năm 2020, công ty khánh thành nhà máy sản xuất Milano.
Tháng 9 năm 2021, công ty có hơn 1900 cửa hàng trên 52 tỉnh thành Việt Nam, ước tính mỗi năm phục vụ hơn 50 triệu ly cà phê trên toàn quốc.

## Sản phẩm chính
- Cà phê bột: Truyền thống, Phong cách, Sành điệu, Moka.
- Cà phê hạt nguyên chất: Arabica, Robusta, Culi, Espresso, Rang mộc.
- Cà phê tươi: Cà phê nhân xanh
- Cà phê phin giấy: Cà phê phin giấy Arabica, Robusta.
- Thức uống: Cà phê đá, cà phê sữa, bạc sỉu, cà phê sữa phô mai, đá xay, trà sữa, trà trái cây, trà đào.

## Nhà máy sản xuất
Nhà máy sản xuất Milano (Công ty TNHH Sản xuất Milano), thành lập năm 2019, tại Khu công nghiệp Tây Bắc Củ Chi, Tân An Hội, Củ Chi.
Năng suất nhà máy có thể đạt khoảng 2.000 tấn/năm, sản phẩm chính là: Cà phê hạt, Cà phê bột, Cà phê phin giấy, Cà phê nhân chất lượng cao, Cà phê nhân chế biến ướt và Cà phê nhân Natural.
Nhà máy đạt được các chứng nhận: Tiêu chuẩn FSSC 22000 version 5.1, HACCP CODEX version 2020, có giấy chứng nhận cơ sở đủ điều kiện vệ sinh an toàn thực phẩm.

## Milano coffee
Công ty là chuỗi cà phê nhượng quyền được thành lập từ năm 2011. Hệ thống hơn 1900 cửa hàng tại 52 tỉnh thành. Các mô hình nhượng quyền chính: Mô hình tiêu chuẩn Milano G1, Mô hình Container, Mô hình Kiosk.

## Văn phòng
- Thành phố Hồ Chí Minh: 590/2 Phan Văn Trị, Phường 7, Gò Vấp
- Thành phố Đà Nẵng: 356 Hoàng Diệu, Hải Châu, Đà Nẵng